# Кінотавр 2021
32-й Кінотавр проходив в Сочі з 18 по 25 вересня 2021 року.

## Журі
- Чулпан Хаматова, актриса - голова;
- Петро Ануров, продюсер;
- Петро Буслов, режисер;
- Олег Маловичко, сценарист;
- Лілія Немченко, кінознавець;
- Юрій Нікогосов, оператор;
- Петро Федоров, актор.

## Офіційна програма

### Основний конкурс
- «Владивосток», режисер Антон Борматов;
- «Герда», режисер Наталія Кудряшова;
- «День мертвих», режисер Віктор Рижаков – дебют;
- «Дунай», режисер Любов Мульменко – дебют;
- «Капітан Волконогів утік», режисер Наталія Меркулова та Олексій Чупов;
- «Медея», режисер Олександр Зельдович;
- «Молоко птиці», режисер Євген Мар'ян — дебют;

- «Море хвилюється вкотре», режисер Микола Хомерики;
- «На близькій відстані», режисер Олександр Молочников;
- «Ніччя», режисер Олена Ланських — дебют;
- «Нуучча», режисер Володимир Мункуєв;
- «Общага», режисер Роман Вас'янов — дебют;
- «Відірви та викинь», режисер Кирило Соколов;
- «Спільники», режисер Євген Григор'єв — дебют;
- «Портрет незнайомця», режисер Сергій Осип'ян.

### Фільм відкриття
- «Нас інших не буде», режисер Петро Шепотиннік.

### Фільм закриття
- «Розтискаючи кулаки», режисер Кіра Коваленко.

## Призери
- Головний приз: «Море хвилюється раз», режисер Микола Хомерики;
- Приз за найкращу режисуру: Володимир Мункуєв – «Нуучча»;
- Приз за найкращу жіночу роль: Ольга Бодрова - «Море хвилюється раз»;
- Приз за найкращу чоловічу роль: Павло Дерев'янко — «Спільники»;
- Приз за найкращу операторську роботу: Микола Желудович – «Молоко птиці»;
- Приз ім. Г. Горіна «За найкращий сценарій»;
- Приз ім. М. Тарівердієва «За кращу музику до фільму»: Олексій Ретинський – «Медея»;
- Приз конкурсу “Кінотавр. Дебют»: «Общага», режисер Роман Вас'янов;
- Приз Гільдії кінознавців та кінокритиків;
- Приз «за гумор, громадянську сміливість та любов до глядачів»;
- Приз глядацьких симпатій;
- Гран-прі «Кінотавр. Короткий метр».

## Інші кінотаври
Попередній Кінотавр 2020;
Наступний Кінотавр 2022.